# Бельгард-сюр-Вальсерин (кантон)
Бельгард-сюр-Вальсерин (фр. Bellegarde-sur-Valserine) — кантон во Франции, находится в регионе Рона-Альпы. Департамент кантона — Эн. Входит в состав округа Нантюа. Население кантона на 2006 год составляло 17 936 человек.
Код кантона 0103. Всего в кантон Бельгард-сюр-Вальсерин входят 12 коммун, из них главной коммуной является Бельгард-сюр-Вальсерин.

## Коммуны кантона
- Виль — население 340 чел.
- Сюржу — население 73 чел.
- Сен-Жермен-де-Жу — население 496 чел.
- Плань — население 78 чел.
- Монтанж — население 330 чел.
- Лопиталь — население 56 чел.
- Энжу-Женисья — население 937 чел.
- Жирон — население 135 чел.
- Шатийон-ан-Мишай — население 2948 чел.
- Шанфромье — население 606 чел.
- Бийя — население 440 чел.

## Население
Население кантона на 2006 год составляло 17 336 человек.
| 1962   | 1968   | 1975   | 1982   | 1990   | 1999   | 2006   | 2007 |
| ------ | ------ | ------ | ------ | ------ | ------ | ------ | ---- |
| 13 438 | 15 084 | 15 992 | 15 657 | 16 341 | 16 788 | 17 336 | -    |